# Peder Gustafsson Banér
Peder Gustafsson Banér, född 28 juni 1588 på Djursholm i Danderyds socken, död 13 juli 1644 i Stockholm, var en svensk riddare och riksråd, lagman i Östergötland.

## Biografi

### Karriär
Banér kom till hovet senast 1607 och följde kung Gustav II Adolf på fälttåget till Skåne i början av 1612. Han räddade kungens liv i slaget i Vittsjö den 12 februari samma år, vilket han rikligt belönades för. 1613 utnämndes han till kammarherre och fick tillbaka stora delar av faderns och farbrodern Stens förbrutna gods. I samband med Gustav II Adolfs kröning 1617 slogs Peder Banér till riddare och blev året därpå kammarråd.
Under fälttågen i Livland 1621 och 1622 var Banér krigskommissarie. I september 1622 utnämndes han till guvernör i Estland och kvarstod i denna tjänst till januari 1626. Han blev riksråd i april 1625 och rikskansliråd i juni 1626. Därefter ledde han en beskickning till Lübeck 1627 men var sedan mest knuten till kansliet i Stockholm. Han ledde i många år kansliet under kanslern Axel Oxenstiernas frånvaro i Tyska riket.
Han var från 1632 plågad av manodepressivitet, vilket gjorde honom arbetsoförmögen i perioder. Han hade ett spänt förhållande till rikskanslern och lierade sig i riksrådet med Per Brahe d.y. Efter Oxenstiernas återkomst 1636 drog sig Banér alltmer tillbaka, men han var 1636 fortfarande lagman i Östergötlands lagsaga.
I Örtomta kyrka fanns en klocka med följande text:
 Anno 1636 hafwer jag Peder Baner til Ekenæs och Tuna, Riddare, Sweriges Rikes Råd och Lagman uti ÖsterGötland, med min kæra Hustru Wælborna Fru Ebla Flemming til Ekenæs och Tuna låtit giuta denna klockan och til Församlingens heder och tienst förærat til Örtomta Sockn-Kyrka.

### Egendomar
Banér byggde om Ekenäs slott i Östergötland till dess nuvarande utseende och han byggde till Tuna i Uppland och Qvidja i Finland. Han ägde också ett hus på Bollhusgränd 3 i Kvarteret Pegasus nära slottet Tre Kronor, där han insjuknade i pesten sommaren 1644 och avled natten till 13 juli mellan kl 12 och 01.

### Familj
Peder Banér var näst äldste son till riksrådet Gustav Axelsson Banér och grevinnan Kristina Svantesdotter Sture. 
Han gifte sig 23 augusti 1615 i Sankt Nikolai församling, Stockholm med Hebbla Fleming (avliden 1639), dotter till riksrådet och riksmarsken Claes Fleming och friherrinnan Ebba Stenbock. De fick tillsammans barnen Ebba Banér (född 1616), Kerstin Banér (1617–1674), riksrådet, fältmarskalken och generalguvernören Gustaf Banér (1617–1674) i Skåne, Marggareta Banér (1619–1680) som var gift med riksrådet och amiralen friherre Claes Stiernsköld, riksjägmästaren Claes Banér (1620–1675), ryttmästaren Nils Banér (född 1620), kaptenen Johan Banér (avliden 1642) och översten Svante Banér (avliden 1658).